# Anyuj (Kolima)
Az Anyuj (oroszul: Анюй) folyó Oroszország ázsiai részén, Csukcsföldön; a Kolima jobb oldali mellékfolyója.

## Földrajz
Hossza: 8 km, vízgyűjtő területe: 107 000 km², évi közepes vízhozama: 650 m³/sec.
Az Anadir-fennsíkon eredő két forrásága, a Kis-Anyuj és a Nagy-Anyuj találkozásával keletkezik és a Kolimába ömlik, 159 km-re annak torkolatától.
Télen hosszú hónapokra befagy, esetenként akár 9 hónapig is jégpáncél alatt van.  